# Taku Hiraoka
Taku Hiraoka (平岡卓?, Hiraoka Taku; Gose, 29 ottobre 1995) è un ex snowboarder giapponese.

## Biografia
Specialista dell'halfpipe, ha esordito in Coppa del Mondo di snowboard il 18 febbraio 2011 a Stoneham, in Canada, salendo sul podio al 2º posto. Ha ottenuto la prima vittoria il 14 febbraio 2013 a Soči.
In carriera ha preso parte a un'edizione dei Giochi olimpici invernali, Soči 2014 (3º nell'halfpipe), e a tre dei Campionati mondiali, vincendo una medaglia (argento a Stoneham 2013 nell'halpipe).

## Palmarès

### Olimpiadi
- 1 medaglia:
  - 1 bronzo (halfpipe a Soči 2014)

### Mondiali
- 1 medaglia:
  - 1 argento (halfpipe a Stoneham 2013)

### Winter X Games
- 1 medaglia:
  - 1 argento (superpipe ad Aspen 2015)

### Olimpiadi giovanili
- 1 medaglia:
  - 1 bronzo (halfpipe a Innsbruck 2012)

### Mondiali juniores
- 2 medaglie:
  - 2 ori (halfpipe a Cardrona 2010; halfpipe a Valmalenco 2011)

### Coppa del Mondo
- Miglior piazzamento in classifica generale freestyle: 5º nel 2012
- Miglior piazzamento nella Coppa del Mondo di halfpipe: 4º nel 2012, nel 2014 e nel 2016
- 5 podi:
  - 1 vittoria
  - 4 secondi posti

#### Coppa del Mondo - vittorie
| Data             | Luogo | Paese  | Disciplina |
| ---------------- | ----- | ------ | ---------- |
| 14 febbraio 2013 | Soči  | Russia | HP         |

Legenda:

HP = Halfpipe